# Alma Reed
Alma Marie Prescott Sullivan Reed (San Francisco California, Estados Unidos, 1889 - Ciudad de México, 20 de noviembre de 1966), conocida como Alma Reed, fue una periodista y trabajadora social estadounidense defensora de los derechos humanos, que trabajó como corresponsal en México, donde posteriormente murió. 

## Biografía
Estudió la carrera de trabajo social en la Universidad de California. Adquirió renombre por su intervención al salvarle la vida a un joven mexicano, menor de edad, acusado de homicidio y condenado a muerte en ese estado de su país. Su acción valió para que la legislatura californiana emitiera una ley que prohibía la aplicación de la pena de muerte de los menores de edad.
Esa acción le valió para que el presidente mexicano Álvaro Obregón la invitara a visitar su país, acción que realizó en 1922. A Alma le gustó la cultura mexicana. 
Trabajó para The New York Times como corresponsal en México, y hacia 1923, sus labores profesionales la llevaron a Yucatán acompañando a una expedición de arqueólogos y antropólogos estadounidenses que habían sido comisionados por el Instituto Carnegie, con la misión de hacer una evaluación y proponer el rescate de los sitios arqueológicos mayas de la región, por entonces sujetos al descuido y la depredación.

## Su estancia en Yucatán
Mujer apasionada y capaz de suscitar pasiones, durante su estancia en Yucatán, en los turbulentos años del México obregonista, conoció el 14 de febrero de 1923, al gobernador de Yucatán, el caudillo y revolucionario Felipe Carrillo Puerto, con quien se dice que estableció una idílica relación sentimental que hubiera tal vez evolucionado de no haber mediado el asesinato del líder yucateco en 1924. Se aduce que ha quedado la melodía y la famosa canción de "Peregrina", obra del poeta Luis Rosado Vega, con música de Ricardo Palmerín, como testimonio del romance.
En 1923 causó revuelo en los medios culturales y de arqueología de los Estados Unidos, al publicar un extenso reportaje en The New York Times acerca de graves transgresiones a la ley y tropelías cometidas por un diplomático estadounidense asignado al consulado de Yucatán, Edward Herbert Thompson, quien una década antes había dragado y saqueado el Cenote sagrado de Chichén Itzá, para extraer joyas y obras de arte mayas, con enorme valor arqueológico, para venderlas en los Estados Unidos, en su mayor parte, al Museo Peabody. Estos objetos de arte mexicano precolombino fueron después sujetos a una demanda del gobierno mexicano para recuperarlos, demanda que con el paso del tiempo ha dado resultados satisfactorios aunque parciales.

## Otras tareas
Viajó más tarde como reportera a Italia y Grecia en donde estableció contacto con el poeta Ángelos Sikelianós que encabezó el movimiento de renacimiento de la cultura griega.
Estableció en Nueva York un salón literario y revolucionario, desde donde promovió actividades y viajes culturales a Grecia, Italia y México.
Abrió en Chicago, durante la Feria Mundial en 1933, un salón de pintura mexicana. En ese entonces se había interesado en la persona y en la obra de José Clemente Orozco y de otros pintores mexicanos.
En 1940, inició una Sociedad de Amigos de México, y a partir de la Segunda Guerra Mundial se dedicó a escribir artículos periodísticos con temas siempre favorables a la cultura y a la vida en México.
En 1954, se estableció definitivamente en la Ciudad de México donde vivió hasta el fin de sus días. En 1961, fue condecorada con la orden del "Águila Azteca" por haber contribuido a la promoción de la cultura mexicana, siendo la sexta mujer en recibirla. Después de su muerte, en 1966, respetando sus deseos, sus cenizas fueron llevadas a la ciudad de Mérida, Yucatán, y depositadas en el cementerio general de Mérida, frente a la tumba de Felipe Carrillo Puerto. 
Año tras año, el Día de Muertos, los yucatecos reviven el recuerdo romántico del amor entre dos celebridades donde sus restos descansan juntos.

## Obra
- José Clemente Orozco, 1932, ISBN 0-87817-204-1
- Mexican Muralists, 1955.
- The Ancient Past of Mexico, 1965.

## Reconocimientos
- Su tarea como periodista en favor de la cultura y de las artes mexicanas le fue reconocida por el gobierno mexicano al otorgarle la Orden del Águila Azteca.

- El gobierno de Grecia le otorgó también una presea al mérito cultural.